# Металлург (стадион, Самара)
Стадион «Металлу́рг» — стадион в северо-восточной части Самары.
Бывший домашний стадион футбольных клубов «Металлург» (Куйбышев), «Крылья Советов» (Самара) и ЦСК ВВС (Самара).
Стадион неоднократно был лауреатом всероссийских смотров-конкурсов спортивных сооружений, награждён почетной грамотой президиума ВЦСПС. В этом немалая заслуга директора стадиона Геннадия Павловича Черных.
На территории стадиона располагались городошные, волейбольные, баскетбольные площадки, два теннисных корта, легкоатлетический комплекс.

## История
7 ноября 1956 года руководством строительного треста «Металлургстрой», выполняющего строительство Куйбышевского металлургического завода им. В. И. Ленина, был подписан приказ о строительстве нового стадиона. При строительстве цехов завода земля из вырываемых котлованов вывозилась на площадку, отведенную под будущий стадион, и использовалась для строительства трибун. 10 августа 1957 года состоялось торжественное открытие стадиона «Металлург». На земляные валы были установлены деревянные скамьи. Трибуны были рассчитаны на восемь тысяч болельщиков. На стадионе свои домашние матчи проводила команда «Металлург», а также наряду с другими стадионами города на нем играл дублирующий состав «Крыльев Советов».
Стадион «Металлург» дебютировал в чемпионатах страны вместе с клубом «Металлург» 5 мая 1963 года в присутствии более 20 000 зрителей против команды «Труд» (Йошкар-Ола). Создав в первом тайме множество моментов у ворот гостей хозяева на 75 минуте упустили нападающего гостей Вячеслава Лосева и проиграли 0:1.
Первый официальный матч на «Металлурге» «Крылья Советов» провели 6 июля 1965 года, в 1/4 финала Кубка СССР «Крылья» победили ленинградское «Динамо» со счетом 3:1. Домашние матчи чемпионата страны «Крылья» начали проводить на стадионе «Металлург» в 1970 году. Первый матч состоялся 2 мая, куйбышевцы принимали астраханский «Волгарь» и одержали победу со счетом 3:0. Автором первого мяча «Крыльев» в чемпионатах страны на стадионе «Металлург» стал Равиль Аряпов.
Постепенно земляные трибуны «Металлурга» заменили на железобетонные. Весной 1976 года построили Восточную трибуну и установили электронное табло, которое прослужило 30 лет и было заменено лишь в 2006 году. В следующие два межсезонья были построены Западная и Северная трибуны — вместимость «Металлурга» достигла 38 000 зрителей. Немалую заслугу в развитие стадиона внес Геннадий Павлович Черных, проработавший на посту директора стадиона почти 16 лет — с мая 1970-го по март 1986 года.
На первом матче сезона в Самаре «Крылья Советов» 5 апреля 1997 года принимали владикавказскую «Аланию» (1:3), и был установлен рекорд посещаемости «Металлурга» — несмотря на официальную вместимость стадиона в 38 000, за ходом матча следили 44 000 зрителей, люди заполнили все проходы и ступеньки.
20 сентября 1997 года Самарский облспорткомитет и швейцарская фирма «Мотоматик» подписали протокол, зафиксировавший установку в полном объеме искусственного подогрева на поле стадиона «Металлург». 1 ноября впервые в истории «Крылья» проводили домашний матч на родном стадионе с включенным подогревом («Крылья Советов» — «Ростсельмаш» — 3:0).
В 1998 году Западная трибуна стадиона была оборудована индивидуальными пластиковыми креслами, в 2001 году Восточная, в 2005 году Северная.
В 2006 году на стадионе было установлено современное цветное видеотабло (6,43 x 11,76 метров).
19 ноября 2010 года комиссией Российского футбольного союза по сертификации стадионов присвоена первая категория (разряд «В»). Эта категория разрешает проводить на «Металлурге» любые соревнования, проходящие под эгидой Российского футбольного союза. Сертификат был действителен до 1 июня 2012 года.
Последнюю игру «Крылья Советов» провели на стадионе 15 апреля 2018 года, в 33 туре ФНЛ обыграв красноярский «Енисей». После этого, домашней ареной клуба стала «Самара Арена».
В сентябре 2018 года начались работы по замене натурального покрытия стадиона на искусственное с целью сокращения расходов на обслуживание поля. В октябре 2018 года работы по замене газона были завершены.
Весной 2021 года Крылья Советов, из-за ремонта «Самара Арены», провели 3 игры первенства ФНЛ на стадионе «Металлург». За три мартовских матча «Крылья Советов» заплатили стадиону около 3 миллионов рублей.
Вместимость стадиона
К сезону 1972 года вместимость стадиона составляла 23 000 зрителей.
К сезону 1981 года вместимость стадиона составляла 38 000 зрителей, которые размещались на деревянных лавках на трёх трибунах:
- "восточной" (15 000)
- "западной" (14 000), в центральной части которой была крытая VIP-ложа и крытые комментаторские кабины, а также места для телекамер
- "северной" (9000).

После установки пластиковых кресел вместимость стадионая сократилась до действующей.
Самые посещаемые матчи на стадионе «Металлург»
- 05.04.1997 «Крылья Советов» — «Алания» (Владикавказ) — 44 000 зрителей
- 04.04.1998 «Крылья Советов» — «Алания» (Владикавказ) — 41 000 зрителей
- 14.04.2000 «Крылья Советов» — «Спартак» (Москва) — 41 000 зрителей
- 09.05.1998 «Крылья Советов» — «Спартак» (Москва) — 40 000 зрителей

## Матчи

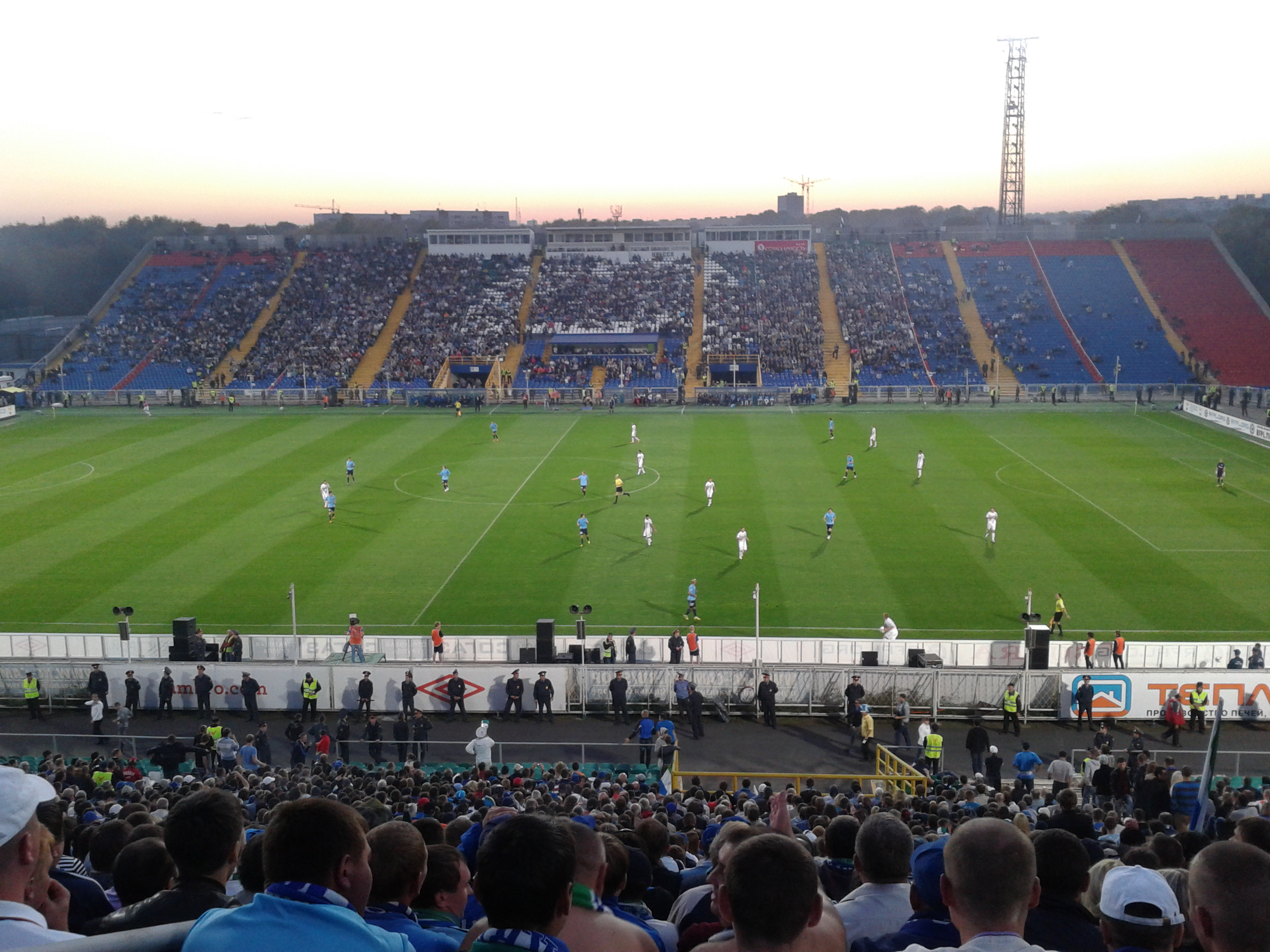
Вид с восточной трибуны

25 апреля 1959 года в своем втором домашнем матче сезона дублёры «Крыльев Советов» впервые сыграли на «Металлурге». За матчем наблюдало 10 000 зрителей, а самарцы уступили дублю ЦСКА 3:4. В 1959—1962 годах дублёры «Крыльев Советов» принимали своих соперников на трёх самарских стадионах — «Динамо», «Металлург» и «Крылья Советов».
Основной состав «Крыльев Советов» начал играть на «Металлурге» в 1970 году.
На 1 июня 2007 года «Крылья Советов» провели на стадионе 679 официальных матчей: 644 матча в рамках чемпионата СССР и России и 35 кубковых матчей, в том числе четыре матча кубка УЕФА и Интертото.
Ключевые матчи:
| Год  | Турнир                           | Раунд                      | Хозяева                 | Счет | Гости                         |
| ---- | -------------------------------- | -------------------------- | ----------------------- | ---- | ----------------------------- |
| 1994 | Товарищеский турнир              | Товарищеский турнир        | Россия                  | 0:3  | Австралия                     |
| 1994 | Товарищеский турнир              | Товарищеский турнир        | ЦСК ВВС                 | 2:0  | Австралия                     |
| 1994 | Товарищеский турнир              | Товарищеский турнир        | ЦСК ВВС                 | 1:0  | Россия                        |
| 2002 | Кубок Интертото УЕФА             | Второй раунд               | Крылья Советов          | 3:0  | Динабург (Даугавпилс)         |
| 2002 | Кубок Интертото УЕФА             | Третий раунд               | Крылья Советов          | 3:1  | Виллем II (Тилбург)           |
| 2002 | Лига чемпионов УЕФА среди женщин | 1/4 финала                 | ЦСК ВВС                 | 0:2  | Арсенал Ледис (Лондон)        |
| 2005 | Кубок УЕФА                       | Второй отборочный раунд    | Крылья Советов          | 2:0  | БАТЭ (Борисов)                |
| 2005 | Кубок УЕФА                       | Первый раунд               | Крылья Советов          | 5:3  | АЗ Алкмар (Алкмар)            |
| 2009 | Лига Европы УЕФА                 | 3-й квалификационный раунд | Крылья Советов          | 3:2  | Сент-Патрикс Атлетик (Дублин) |
| 2012 | Суперкубок России по футболу     | Финал                      | Зенит (Санкт-Петербург) | 0:2  | Рубин (Казань)                |

## Информация
- Количество мест — 33 001

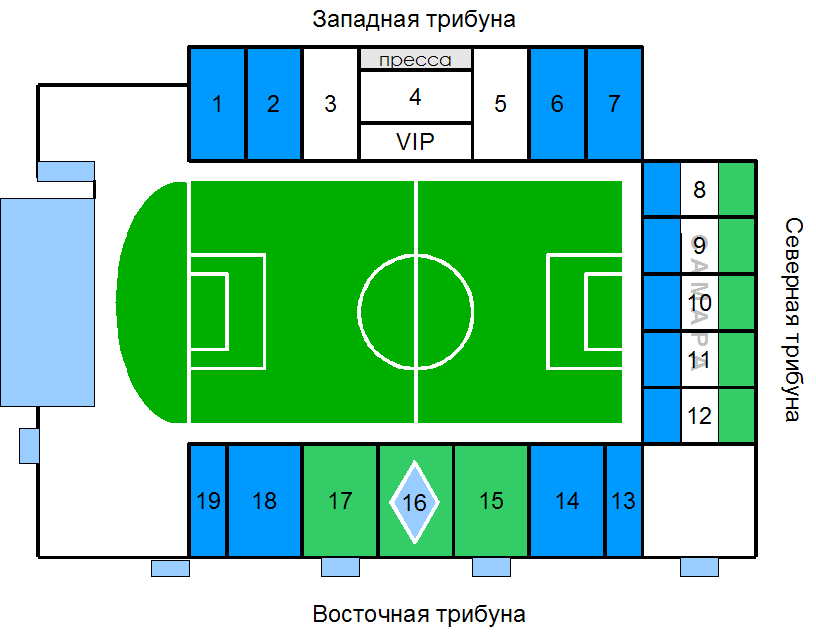
План стадиона

  - Западная трибуна (1-7 сектора, VIP B) — 11 741
  - Восточная трибуна (13-19 сектора) — 12 384
  - Северная трибуна (8-12 сектора) — 8 876
  - Гостевые сектора (11-12 сектора) — от 1 476 до 3 402
  - Мест для инвалидных колясок — 20
  - Мест для журналистов — 34
- Размеры поля: 101×72 м
- Газон — искусственный
- Освещение — 1400 люкс
- Табло — цветное, видео, 6,43 x 11,76 метров

Поле оснащено искусственным подогревом и системой дренажа. Система искусственного освещения с асимметричным распределением света для обеспечения наилучшего качества работы телевидения.
На 8 секторе Северной трибуны располагаются наиболее активные болельщики хозяев.
Болельщики гостей размещаются на 12 секторе Северной трибуны (при необходимости им так же отводится 11 сектор).
На входе установлено 25 турникетов.
В 2004 году стал самым посещаемым стадионом Восточной Европы.

### Второе и третье поля
На стадионе «Металлург» имеется ещё два полноразмерных футбольных поля. Места проведения матчей первенств ПФЛ, ЛФК, молодёжного первенства, ЮФЛ, первенства России среди женских команд.
- Запасное поле[14] (или «1-е поле», до июля 2018 года называлось «2-е поле»), покрытие естественное, вместимость трибун — 1064 места (монтировалась также вторая трибуна на 498 мест[15])[16][17].
- «2-е поле» (до июля 2018 года — «3-е поле»), покрытие искусственное, вместимость трибун — 500 мест (ранее[когда?] — 1500)[уточнить]. Проходят игры и тренировки команд ЦПФ «Крылья Советов»[18], молодёжной (второй) команды ФК «Крылья Советов»[19][20].